# Dāvids Veiss
Dāvids Veiss (ros. Давид Вайсс, Dawid Wajss; ur. 22 września?/4 października 1879 w Valgunde, zm. 15 czerwca 1961 w Minneapolis) – łotewski strzelec, olimpijczyk w barwach Imperium Rosyjskiego (1912).

## Życiorys
Urodził się w 1879 roku w rodzinie rolniczej w Valgunde, miejscowości położonej obecnie w gminie Jełgawa. Ukończył szkołę realną w Mitawie (ob. Jełgawa). W 1900 roku wstąpił do armii rosyjskiej, był członkiem 116 Małojarosławskiego Pułku Piechoty w ramach 29 Dywizji Piechoty Imperium Rosyjskiego. Walczył w Prusach Wschodnich podczas I wojny światowej, jednak już w 1914 roku trafił do niewoli niemieckiej. Po zakończeniu wojny wstąpił dobrowolnie do łotewskiej armii. Był porucznikiem 6 Ryskiego Pułku Piechoty. W 1919 roku awansowany do stopnia kapitana. W 1920 roku ukończył kursy oficerskie, a w 1927 roku był dowódcą batalionu w 11 Pułku Piechoty w Dobele. Łotewskie siły zbrojne opuścił w roku 1932.
W 1912 roku uczestniczył w igrzyskach olimpijskich w Sztokholmie jako reprezentant Imperium Rosyjskiego, gdzie wystartował w czterech konkurencjach. Indywidualnie najwyższą pozycję zajął w karabinie wojskowym w dowolnej postawie z 600 m (51. miejsce wśród 85 strzelców). W zawodach drużynowych w karabinie wojskowym zajął 9. pozycję, uzyskując 4. rezultat w zespole rosyjskim (Rosjanie wyprzedzili wyłącznie Węgrów).
Pierwszy przewodniczący tymczasowego Łotewskiego Komitetu Olimpijskiego. Był trenerem szermierki, nauczycielem w szkołach wojskowych, a z zawodu leśniczym. Podczas II wojny światowej wyemigrował do Stanów Zjednoczonych. Pod koniec życia mieszkał w Milwaukee, a finalnie przeniósł się do Minneapolis, w którym zmarł.
Za zasługi wojenne odznaczony Orderem Pogromcy Niedźwiedzia i Orderem Trzech Gwiazd IV klasy.

## Wyniki

### Igrzyska olimpijskie
| Igrzyska       | Konkurencja                              | Wynik                                         | Miejsce | Źródło |
| -------------- | ---------------------------------------- | --------------------------------------------- | ------- | ------ |
| Sztokholm 1912 | Karabin dowolny, trzy postawy, 300 m     | 623 pkt. (249–193–181)                        | 77      | [ 5 ]  |
| Sztokholm 1912 | Karabin wojskowy, dowolna postawa, 600 m | 73 pkt.                                       | 51      | [ 3 ]  |
| Sztokholm 1912 | Karabin wojskowy, trzy postawy, 300 m    | 72 pkt. (42–30)                               | 60      | [ 6 ]  |
| Sztokholm 1912 | Karabin wojskowy, drużynowo              | 1403 pkt. (druż.) 226 pkt. ind. (64–67–54–41) | 9       | [ 4 ]  |